# Коронавірусна хвороба 2019 у Бутані
Епідемія коронавірусної хвороби 2019 у Бутані — це поширення пандемії коронавірусної хвороби 2019 на територію Бутану.
Станом на 2 вересня 2020 року в країні не зафіксовано жодного летального випадку.